# Good Vibes Festival
El Good Vibes Festival (GVF) és un festival de música anual organitzat per Future Sound Asia que se celebra a Malàisia des de l'any 2013. Inicialment, es va celebrar durant un dia, però després es va celebrar durant dos dies des del 2016, i a l'edició del 2023, tres dies.

## Història
GVF es va organitzar per primera vegada com un concert multi-artista el 13 d'agost de 2013 al Circuit Internacional de Sepang, amb artistes com The Smashing Pumpkins i Modest Mouse. El 2014, GVF es va ampliar com a esdeveniment de dos dies i va comptar amb Ellie Goulding i la banda Empire of the Sun com a caps de cartell. El GVF no es va celebrar el 2015, i a partir del 2016 i les edicions posteriors, el GVF es va celebrar a Genting Highlands.
El GVF no se celebrà el 2020 i el 2021 a causa de la pandèmia de la COVID-19. GVF es tornà a organitzar el setembre de 2022, aquesta vegada a Sunway Lagoon sota el nom de Good Vibes Weekender, amb el raper coreà CL i Jackson Wang com a músics principals. L'edició de 2023 de GVF marca una dècada d'aniversari des de la primera edició. L'edició de 2023 també es va celebrar a la seu de les primeres edicions, el Circuit Internacional de Sepang, sent la primera edició amb un període d'esdeveniments (de prova) de tres dies, i amb la formació principal de músics, per dia de l'esdeveniment: The 1975, The Kid Laroi i The Strokes, juntament amb altres artistes. Finalment, l'edició de 2023 es va cancel·lar quan el vocalista de la banda anglesa The 1975 es va fer un petó amb un altre dels integrants del grup.